# عنقود هيدرا المجري
عنقود هيدرا المجري أو عنقود الشجاع (بالإنجليزية: Hydra Cluster)، هو عنقود يحتوي على حوالي 157 مجرة لامعة، في برج هيدرا (الشجاع). ويتوزع العنقود في مساحة تبلغ حوالي 10 مليون سنة ضوئية ويبدو أن به نسبة عالية وغير عادية من المادة المظلمة. والعنقود عضو في عنقود مجرات هيدرا قنطورس العظيم Hydra-Centaurus Supercluster، ويبعد عنا حوالي 158 مليون سنة ضوئية.
ومثل باقي الاجسام في كوننا المتوسع، يبتعد عنا هذا العنقود بمعدل 3,500 كيلومتر في الثانية، وأضخم المجرات المسيطرة في هذا التجمع هم مجرتين إهليجيتين NGC 3309 و NGC 3311 والمجرة الحلزونية NGC 3312.

## وصلات خارجية
- (بالإنجليزية) http://chandra.harvard.edu/ fichier pdf
- (بالفرنسية) http://www.cosmovisions.com/amasHya.htm نسخة محفوظة 5 أكتوبر 2012 على موقع واي باك مشين.

## اقرأ أيضا
- إن جي سي 3311
- إن جي سي 3169
- إن جي سي 4314